# Craig T. Nelson

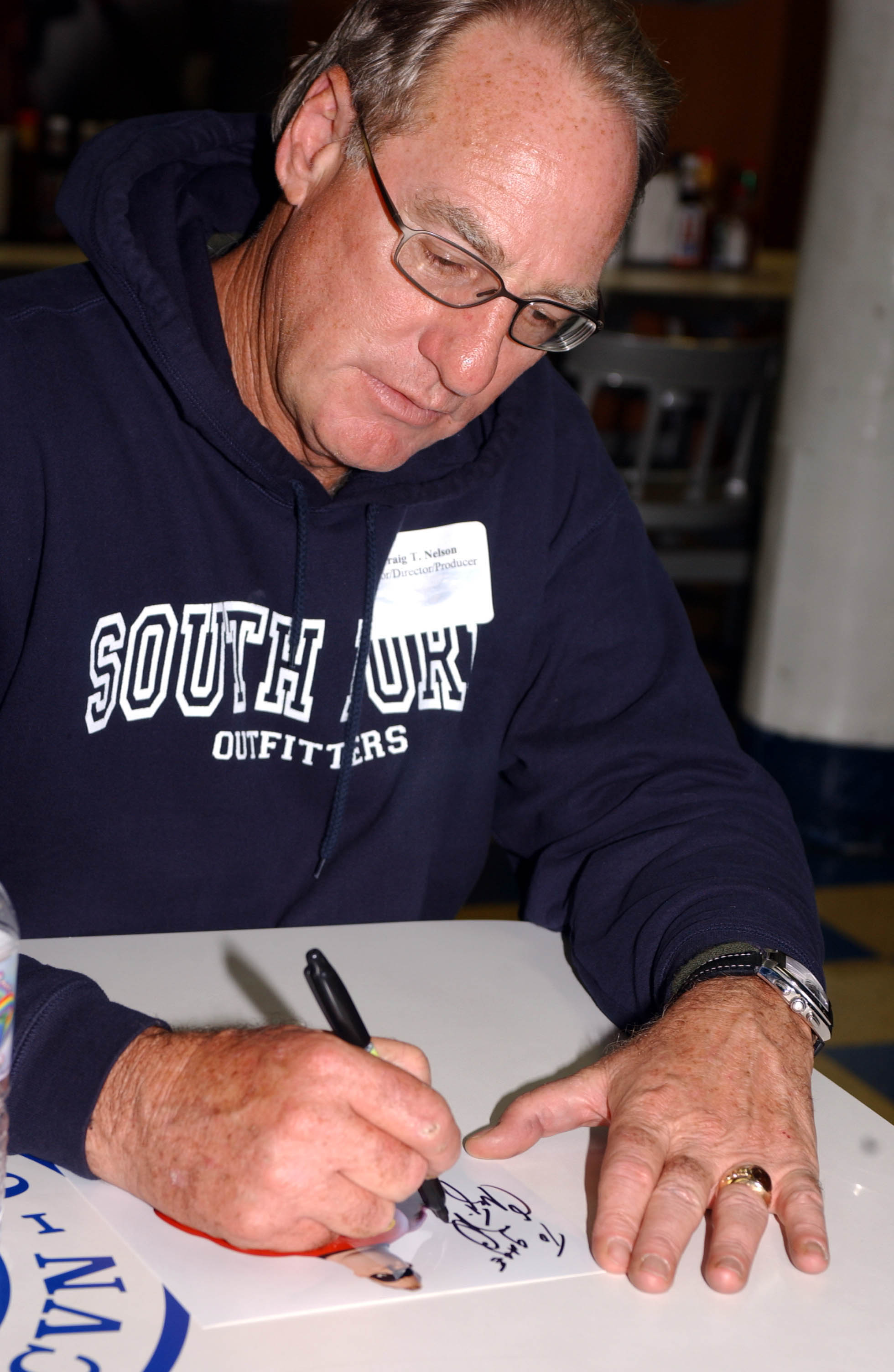
Nelson en 2004

Craig Theodore Nelson (Spokane, Washington, 4 de abril de 1944) es un actor estadounidense. Es más conocido por su papel como Hayden Fox, ganador de un Emmy, en la serie de televisión Entrenador; el diputado Ward Wilson en la película de 1980 Stir Crazy; Steve Freeling en la película de 1982 Poltergeist; el guardián de Me llamo Earl, y Mr. Increíble en la película de 2004 The Incredibles. También protagonizó la teleserie Parenthood.

## Primeros años
Nelson nació en Spokane, Washington, el 4 de abril de 1944, el hijo de Vera Margaret, una bailarina, y Armand Gilbert Nelson, un hombre de negocios. En la escuela secundaria, Nelson fue el mariscal de campo del equipo de fútbol y también jugó béisbol. Asistió a la Universidad Central de Washington y estudió Criminología, él quería trabajar para la CIA. Abandonó la carrera y se fue a Yakima Valley Community College para estudiar Literatura, pero se retiró de nuevo. Pasó un semestre en el extranjero estudiando Comunicaciones en Northfielde Universität Herisau en Suiza. Finalmente, recibió una beca para la Universidad de Arizona. Luego, se trasladó al oeste, donde trabajó como guardia de seguridad en una fábrica de jabón por el día y tomó clases de actuación por la noche.

## Carrera
Nelson comenzó su programa de carrera como comediante. Fue de los primeros miembros de The Groundlings, compañía de comedia. Nelson, Barry Levinson y Rudy De Luca formaron su propio equipo de comedia y eran intérpretes regulares en The Comedy Store. En 1973, Nelson dejó el mundo de la comedia, explicando: «La vida de comedia stand-up era bastante frustrante para mí» y se estableció en el Mount Shasta, donde no había electricidad ni agua corriente. Nelson tuvo diferentes puestos de trabajo durante ese tiempo, incluyendo conserje, fontanero, carpintero, topógrafo y maestro. Él volvió a actuar cinco años después.
Ha aparecido en numerosas películas y se le había ofrecido papeles en cinco programas de televisión. Durante la década de 1990, hizo una aparición especial en el video musical del cantante de country Garth Brooks We Shall Be Free. Nelson hizo una aparición especial de tres episodios de CSI: Nueva York. De 2010 a 2015, ha protagonizado la serie de televisión Parenthood, como Zeek Braverman, el patriarca de la familia. El 26 de marzo de 2015, la NBC ordenó 13 episodios de una serie secuela de Entrenador para repetir su papel.

## Filmografía

### Cine y televisión
2023
- Book Club: The Next Chapter, Bruce[1]

2019
- Young Sheldon, Dale Ballard

2018
- Los Increíbles 2, Bob Parr/Mr. Increíble
- Book Club, Bruce

2015
- Dale duro, Martin
- Grace and Frankie, Guy (teleserie)
- Parenthood, Zeek Braverman (teleserie)

2013
- Hawai 5.0, Tyler Cain (teleserie)

2011
- Soul Surfer, Dr. Rovinsky

2010
- The Company Men, Salinger

2009
- La proposición, Joe Paxton
- Monk, juez Ethan Rickover (teleserie)
- CSI: Nueva York, Robert Dunbrook (teleserie)

2007
- Patinazo a la gloria, entrenador
- Me llamo Earl, Warden Jerry Hazelwood (teleserie)

2005
- La joya de la familia, Kelly Stone
- The Adventures of Mr. Incredible, Mr. Incredible (voz, cortometraje)

2004
- Los Increíbles, Bob Parr/Mr. Incredible (voz)
- The District, Jack Mannion (teleserie)

2001
- All Over Again, Cole Twain

2000
- The Skulls, Litten Mandrake
- Fotografías obscenas, sheriff Simon Leis (telefilme)
- The Huntress, Ralph Thorson (teleserie)

1999
- To Serve and Protect, Tom Carr (teleserie)

1998
- Creature, Dr. Simon Chase (telefilme)

1997
- Wag the Dog, senador John Neal
- The Devil's Advocate, Alexander Cullen
- Newton's Apple (teleserie)
- Coach, entrenador Hayden Fox (teleserie)

1996
- Fantasmas del pasado, Ed Peters
- I'm Not Rappaport, vaquero
- If These Walls Could Talk, Jim Harris (telefilme)

1994
- Take Me Home Again, Larry (telefilme)
- Probable Cause, Louis Whitmire (telefilme)
- Ride with the Wind, Frank Shelby (telefilme)

1993
- The Fire Next Time, Drew Morgan (telefilme)
- The Switch, Russ Fine (telefilme)

1991
- Josephine Baker, Walter Winchell (telefilme)

1990
- Extreme Close,Up, Philip (telefilme)
- Drug Wars: The Camarena Story, Harley Steinmetz (teleserie)

1989
- Turner & Hooch, Howard Hyde
- Murderers Among Us: The Simon Wiesenthal Story, Bill Harcourt (telefilme)
- Troop Beverly Hills, Freddy Nefler
- Red Riding Hood, Godfrey

1988
- Me and Him, Peter Aramis
- Action Jackson, Peter Dellaplane
- Rachel River, Marlyn Huutula

1986
- Poltergeist II: The Other Side, Steve Freeling
- Teddy, senador Edward Kennedy (telefilme)
- Alex: The Life of a Child, Frank Deford (telefilme)

1984
- Call to Glory, coronel Raynor Sarnac (teleserie)
- The Killing Fields, militar

1983
- Silkwood, Winston
- All the Right Moves, Nickerson
- Clave: Omega, Bernard Osterman
- Man, Woman and Child, Bernie Ackerman

1982
- Poltergeist, Steve Freeling
- Private Benjamin, Col. Hogan/Cap. Braddock (teleserie)
- Chicago Story, Kenneth A. Dutton (teleserie)
- Paper Dolls, Michael Caswell (telefilme)
- The Toast of Manhattan (telefilme)

1981
- Murder in Texas, Jack Ramsey (telefilme)
- WKRP in Cincinnati, Charlie Bathgate (teleserie)
- Inmates: A Love Story, Daniels (telefilme)

1980
- The White Shadow, Phil (teleserie)
- The Formula, geólogo #2
- Stir Crazy, Deputy Ward Wilson
- The Promise of Love, Landau (telefilme)
- Private Benjamin, Capt. William Woodbridge
- Rage!, Ray (telefilme)
- Where the Buffalo Roam, policía

## Premios

### Satellite Awards[2]
| Año  | Categoría                                 | Película         | Resultado |
| ---- | ----------------------------------------- | ---------------- | --------- |
| 2005 | Mejor actor de reparto en comedia/musical | The Family Stone | Candidato |